# Biserica „Sfinții Îngeri” din Buzău
Biserica „Sfinții Îngeri” din Buzău este un monument istoric aflat pe teritoriul municipiului Buzău. În Repertoriul Arheologic Național, monumentul apare cu codul 44827.13.

## Galerie

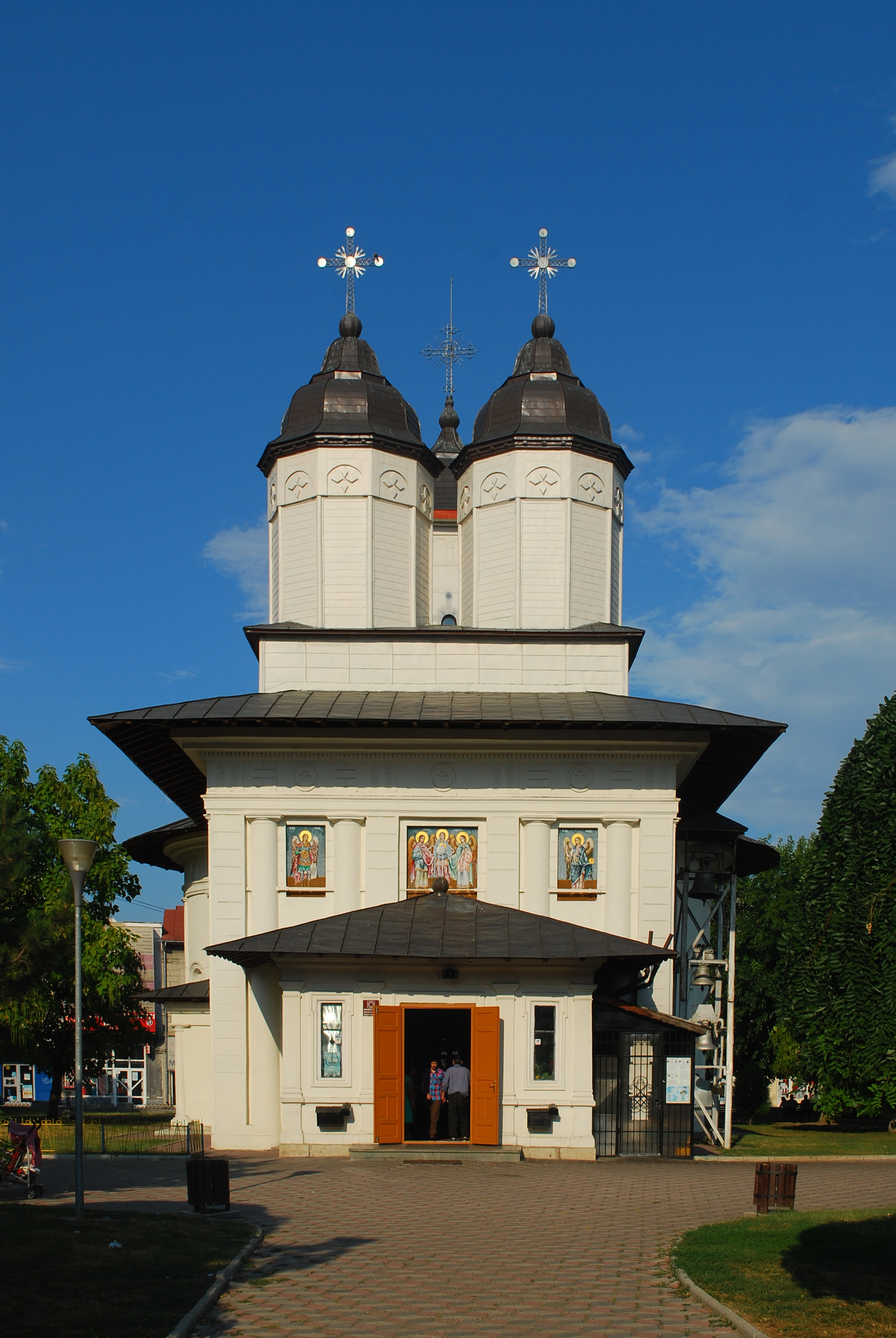
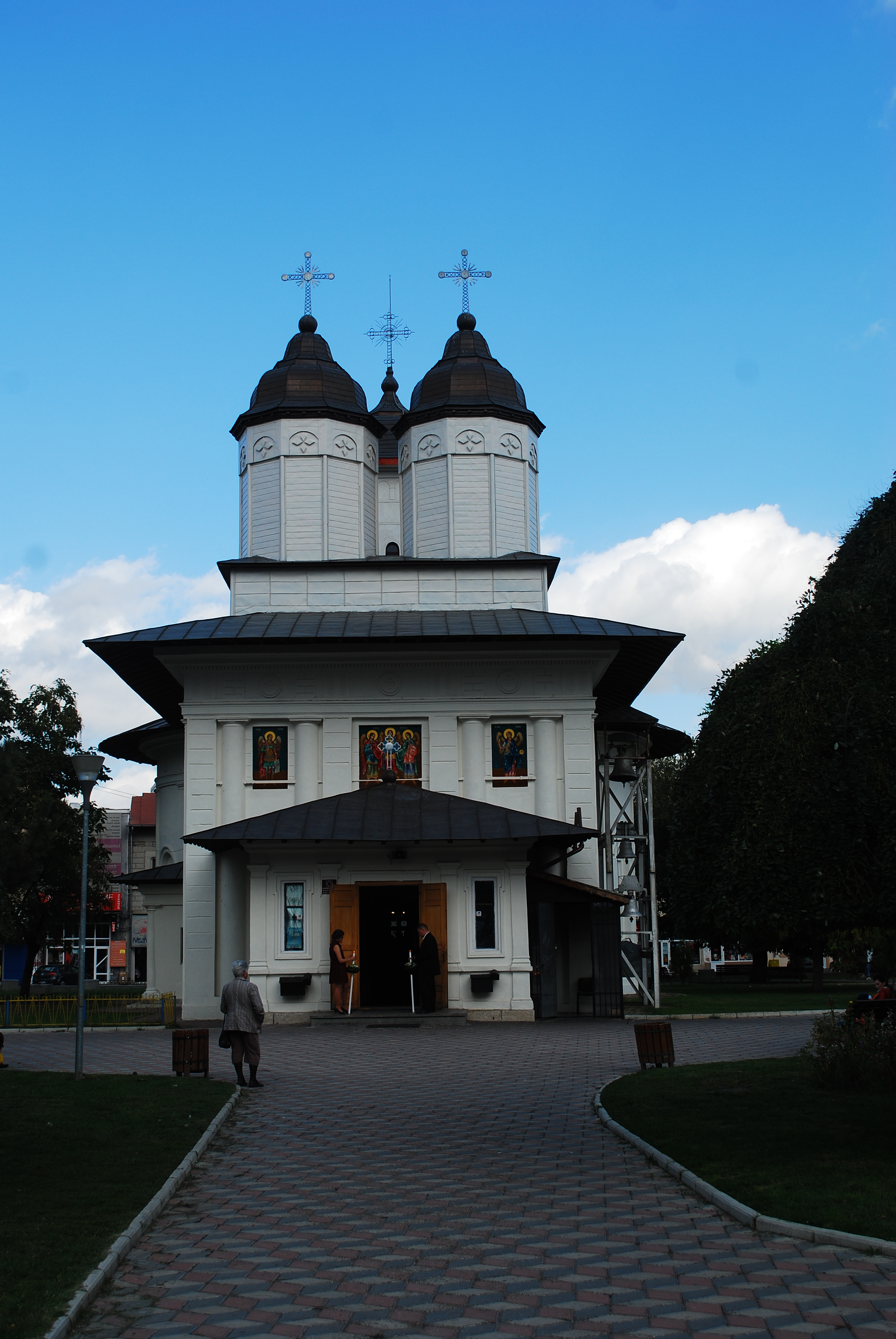
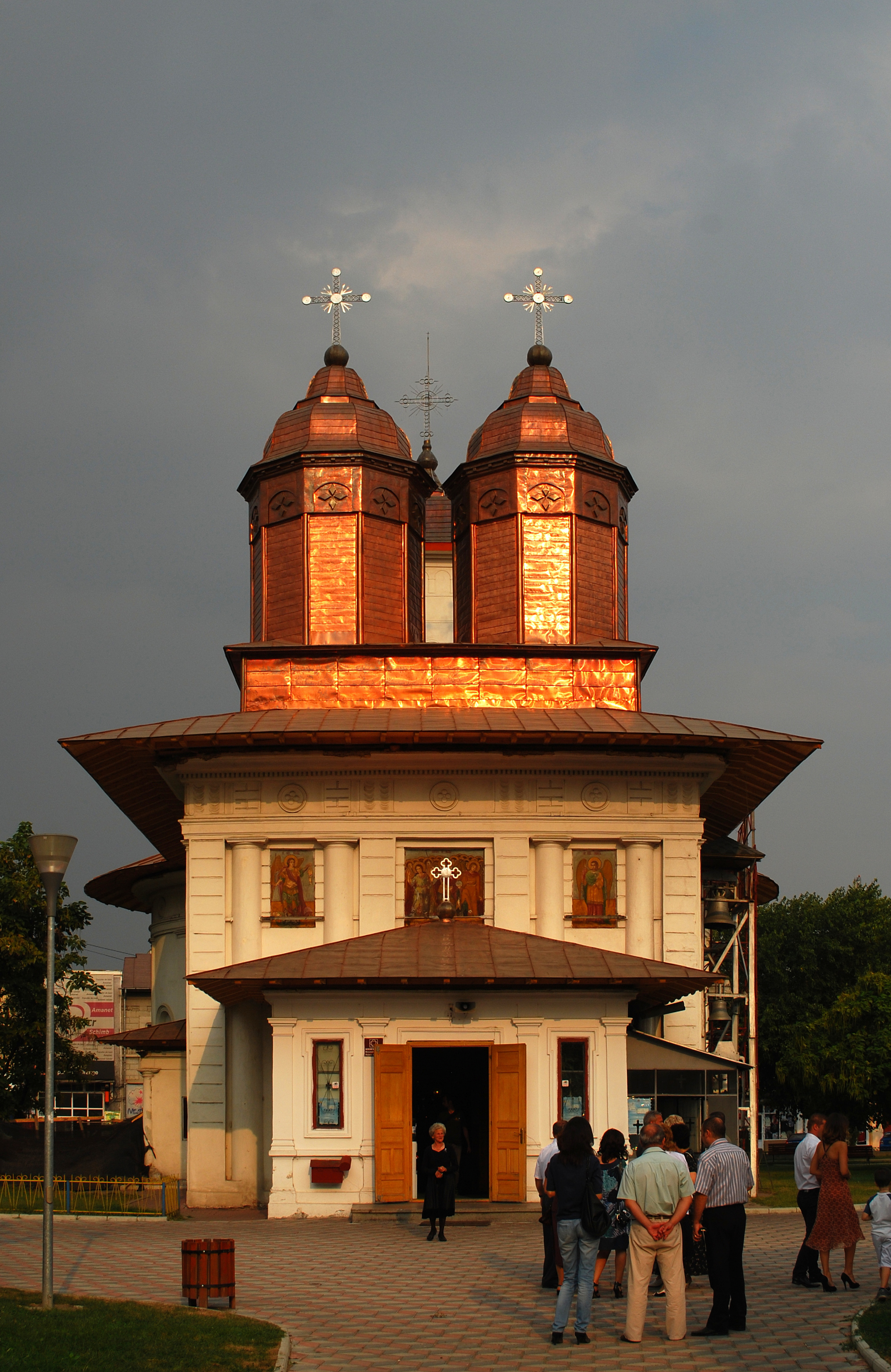
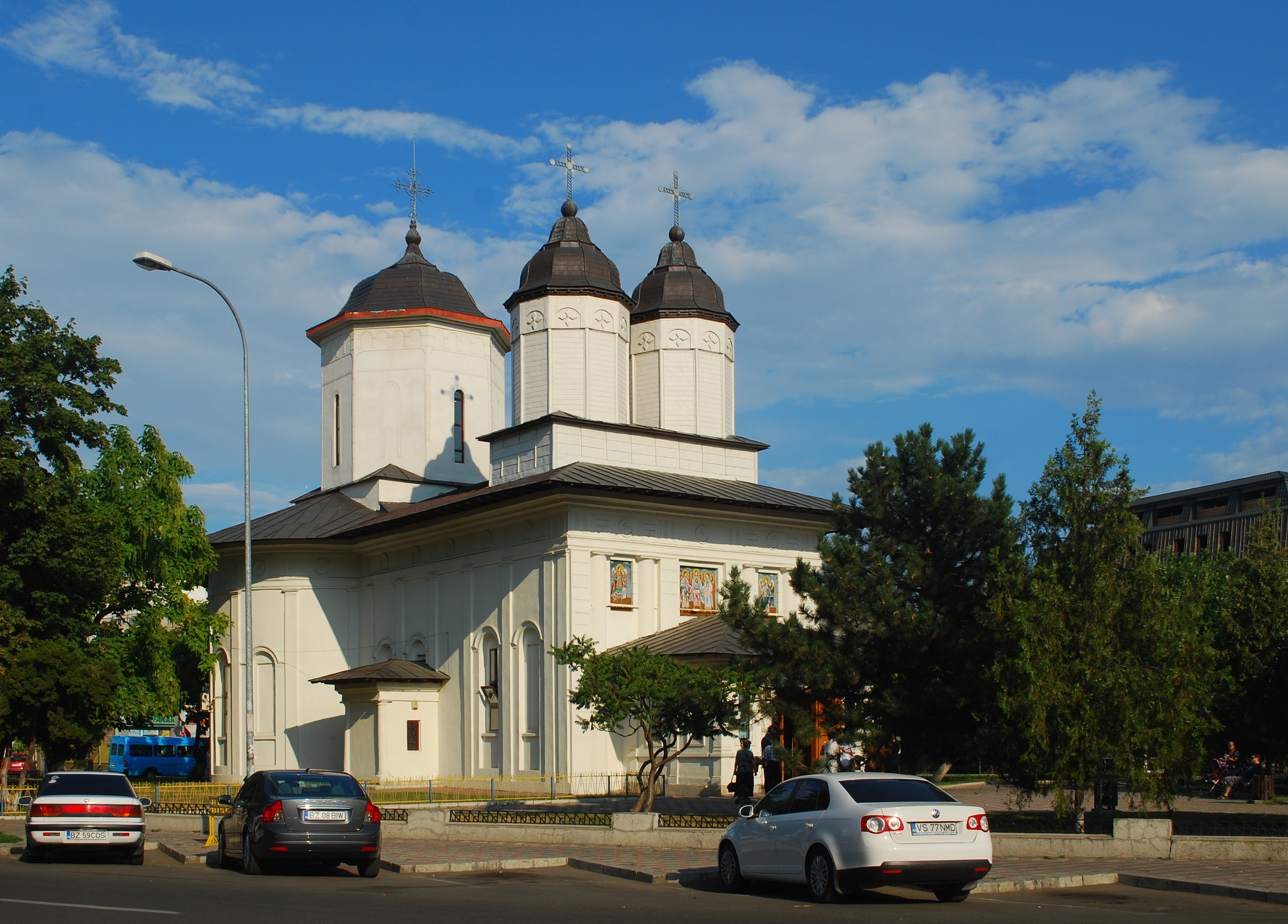